# Elecciones presidenciales de Brasil de 1985
Las elecciones presidenciales de Brasil de 1985 tuvieron lugar el 15 de enero de 1985. Fueron unas elecciones indirectas realizadas por un colegio electoral. La victoria de Tancredo Neves supuso un triunfo de la oposición a la dictadura imperante y aceleró el proceso de transición a la democracia ya iniciado años atrás. Dicho proceso no se interrumpió pese al inesperado fallecimiento de Neves a los pocos días de su elección, lo que dio lugar a su sustitución por el vicepresidente electo, José Sarney.

## Antecedentes
La dictadura brasileña instaurada en 1964, a diferencia de otras de América del Sur, mantuvo casi todo el tiempo un pluralismo controlado y un parlamento activo aunque con poderes limitados. Para asegurar el predominio del partido oficial —Alianza Renovadora Nacional (ARENA)— el régimen recurrió a todo tipo de manipulaciones electorales y políticas. Las elecciones presidenciales fueron en todo momento indirectas, y las de gobernadores estatales lo fueron casi siempre.
El régimen inició un lento proceso de transición a la democracia en 1974. El partido oficialista impuso al candidato aperturista propuesto por las Fuerzas Armadas, el general Ernesto Geisel, pero el único partido de oposición tolerado —Movimiento Democrático Brasileño (MDB)— se atrevió a presentar su propio candidato alternativo, Ulisses Guimaraes. En este momento se perfilaban nuevos integrantes en la oposición al régimen: la Iglesia católica, los sindicatos, los colegios de abogados y los empresarios. En las elecciones legislativas de ese mismo año el MDB amplió su representación, lo que hizo que el régimen no pudiera controlar totalmente la transición.
En 1978 Geisel consiguió imponer a Joao Figueiredo como su sucesor y que ARENA mantuviera la mayoría en el Congreso. Figueiredo mantuvo la línea aperturista e hizo aprobar en 1980 una nueva ley de partidos políticos que suprimió los dos únicos existentes hasta el momento y permitió la creación de otros seis nuevos con el objetivo de dividir a la oposición. Surgieron así los siguientes partidos:
- El oficialista Partido Democrático Social (PDS) sustituyó a ARENA.
- El Partido del Movimiento Democrático Brasileño (PMDB) reemplazó al desaparecido MDB.
- Tancredo Neves —procedente del MDB— y Magalhaes Pinto —procedente de ARENA— fundaron el Partido Popular (PP). Esto supuso un éxito para el régimen, que contemplaba la creación de una fuerza de «centro» que podía ser complementaria del PDS en una eventual coalición.[3]
- Se reconstruyó el Partido Laborista Brasileño (PLB), nombre del antiguo partido de Getúlio Vargas. Sin embargo las siglas fueron disputadas por dos sectores enfrentados, uno encabezado por Ivete Vargas —sobrina del antiguo dictador— y otro por Leonel Brizola, un político muy radical antes de la dictadura y uno de los más odiados por esta. El Tribunal Superior Electoral (TSE) falló a favor de Vargas.[3][4]
- Privado de las siglas del antiguo PLB, Leonel Brizola se vio obligado a crear un nuevo partido: el Partido Democrático Laborista (PDL).
- El sindicalista Luiz Inacio «Lula» da Silva fundó el Partido de los Trabajadores (PT), un partido obrero de izquierda no marxista.[3]

En 1981 el régimen aprobó nuevas normas electorales de cara a las elecciones legislativas y a gobernadores de 1982 con la esperanza de que le beneficiasen. Aplicó para ello el llamado «voto vincular», por el que el elector debía votar la lista completa y cerrada de un partido determinado, y prohibió las coaliciones. Esto provocó que la oposición uniera sus fuerzas y que Tancredo Neves y sus seguidores se integrasen al año siguiente en el PMDB, desapareciendo así la fuerza centrista que había sido el PP y que eventualmente podría haberse aliado con el PDS. Además, los cuatro partidos de la oposición pactaron un programa electoral básico. El resultado fue que el conjunto de la oposición ganó las elecciones en número de votos aunque no consiguió la mayoría en el Senado. Además, logró la elección de nueve gobernadores estatales entre los que estaban los de Sao Paulo, Río de Janeiro y Minas Gerais. El PDS tuvo que apoyarse en el PLB para formar una mayoría.

## La elección

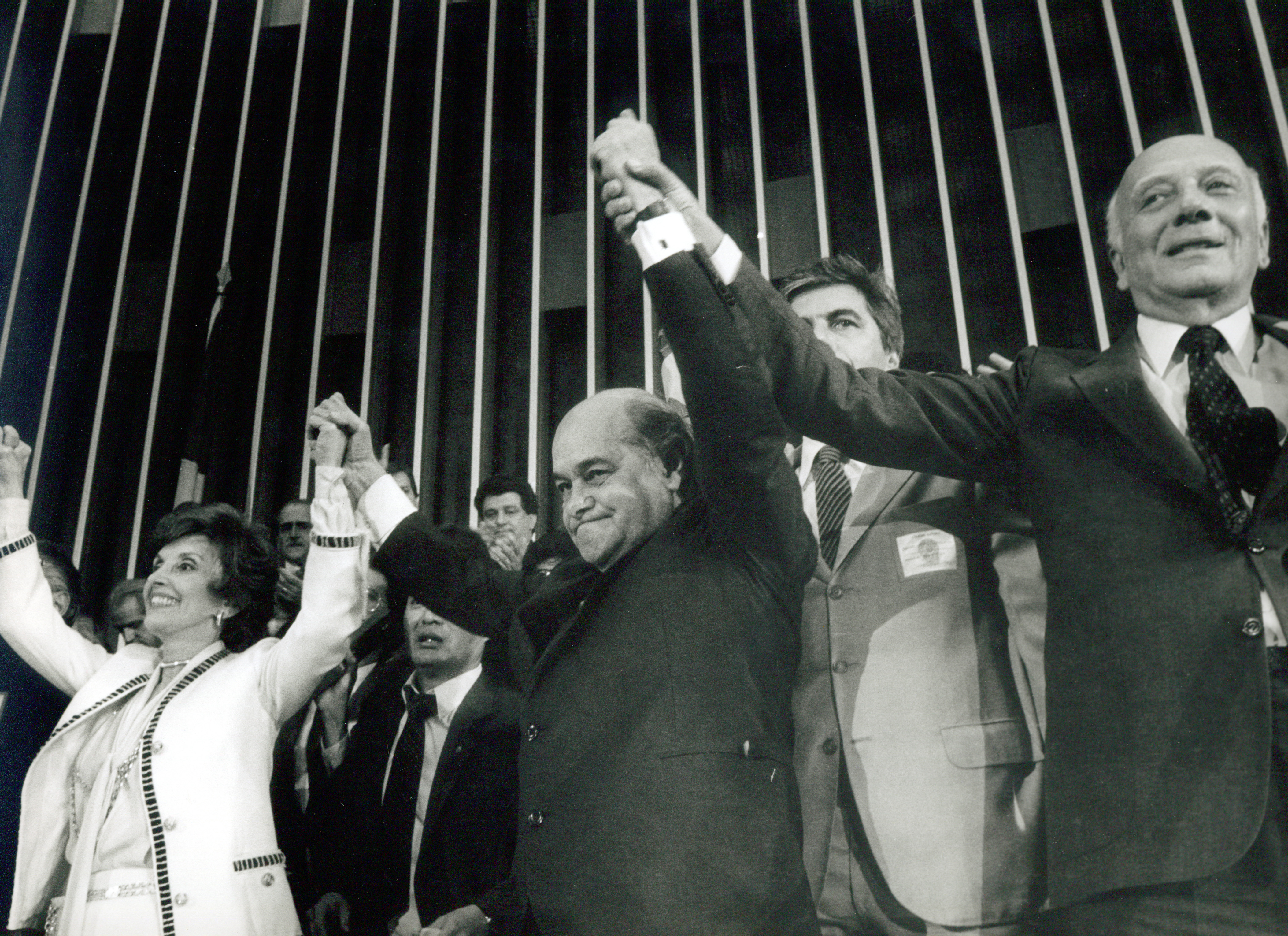
Neves y sus partidarios celebran el triunfo.

Tras su éxito electoral, la oposición impulsó el movimiento «Directas Ya», que exigía que la siguiente elección de presidente fuera a través de votación popular directa y no mediante un colegio electoral diseñado por el régimen. Por su parte, el presidente Figueiredo encargó a José Sarney, líder del PDS, la dirección del proceso de elección de su sucesor. Sarney hizo llamamientos a una «redemocratización» de Brasil, pero se opuso a la elección presidencial directa. El 25 de abril de 1984 fue rechazada la proposición de ley presentada al efecto, si bien consiguió recibir el apoyo de cincuenta y cinco parlamentarios del PDS, que vio quebrada su unidad. El proceso de transición quedó así fuera del control del gobierno.
De todos modos, el partido gubernamental disponía inicialmente de una clara mayoría en el colegio electoral formado por diputados, senadores y representantes de las asambleas estatales: 361 votos contra 325 del conjunto de la oposición. Y esa mayoría parecía asegurada por la norma de «fidelidad partidista», que castigaba la infidelidad al partido con la pérdida del puesto de parlamentario. De esta manera, el PDS tenía que elegir un candidato presidencial entre los cuatro que se postulaban: el vicepresidente Aureliano Chaves, el ministro del Interior Mário Andreazza, el senador Marco Maciel y el diputado Paulo Maluf. Sarney y el sector más aperturista proponían la celebración de una elección primaria pero Maluf —representante del sector más inmovilista del régimen— exigió que la decisión la adoptara la convención del partido, ya que se consideraba el candidato más fuerte. El enfrentamiento entre Maluf y Sarney fue estridente. El presidente Figueiredo tomó partido por el primero, que se alzó con el triunfo, pero Sarney anunció en junio que abandonaba el PDS y arrastró consigo a Chaves, Maciel y otros parlamentarios. Nada menos que 168 miembros del PDS abandonaron el partido y anunciaron la próxima constitución del Partido del Frente Liberal (PFL), que decidió aliarse con el PMDB y formar la Alianza Democrática (AD). Esta presentó la candidatura presidencial encabezada por el moderado Tancredo Neves. La candidatura a vicepresidente quedaba reservada para los disidentes del PDS y Sarney quería que fuera para Maciel, pero el PMDB prefirió que fuera el propio Sarney, quien se afilió al partido opositor por no estar registrado todavía el PFL. El tándem recibió el significativo apoyo del expresidente Geisel.
Las cosas se torcieron todavía más para el PDS cuando el 6 de noviembre de 1984 el Tribunal Superior Electoral dictaminó que la norma de «fidelidad partidista» solo era aplicable a los integrantes de las cámaras legislativas, y no a los miembros del colegio electoral presidencial. Quedaba así abierta la posibilidad de que los disidentes rompieran la disciplina impuesta por el régimen. Por otra parte, la candidatura Neves-Sarney obtuvo también el respaldo de los dos partidos laboristas, el PDL de Brizola y el PLB de Luiz Gonzaga de Paiva.
El 15 de enero de 1985 se celebró la votación. Se impuso la candidatura de la AD por 480 votos contra 180 y Neves fue elegido presidente.

## Fallecimiento de Neves

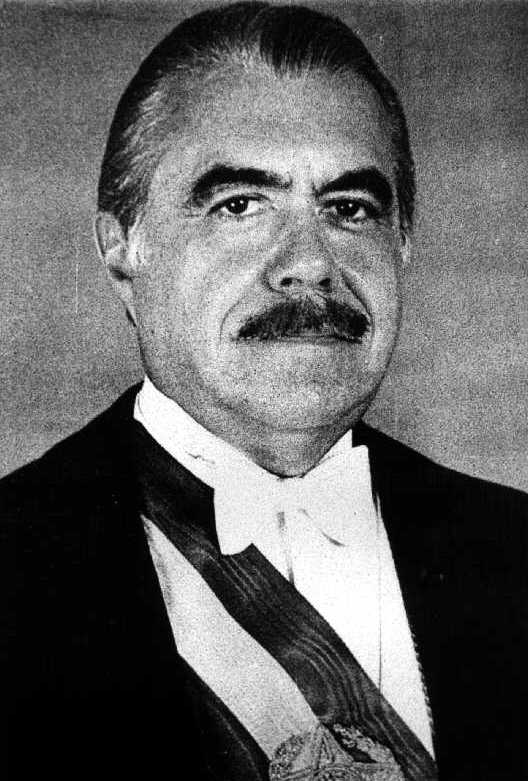
José Sarney sustituyó a Tancredo Neves pese a que este no llegó a tomar posesión del cargo.

El 14 de marzo de 1985, justo el día anterior a la toma de posesión, Tancredo Neves tuvo que ser hospitalizado a causa de una diverticulitis. El presidente electo debía ser reemplazado de forma provisional y la legalidad vigente establecía que su sustituto debería ser el presidente de la Cámara de Diputados, Ulyses Guimaraes. La ley fundamental de 1967 impuesta por el régimen militar estipulaba que se deberían celebrar nuevas elecciones presidenciales —indirectas, por supuesto— en el plazo de noventa días. La aplicación de la normativa podría haber tenido consecuencias imprevisibles, de manera que Guimaraes rechazó la sucesión provisional en favor del vicepresidente electo, José Sarney.
Finalmente, Neves murió el 21 de abril. Su fallecimiento dio lugar a la definitiva investidura de Sarney con un mandato de seis años, lo que puso a prueba la fortaleza de la Alianza Democrática. Tras haber logrado la derrota del candidato oficial del régimen, la hasta entonces oposición se encontraba con que el nuevo presidente era el hombre que había dirigido al partido oficialista hasta hacía poco, un hombre vinculado a la dictadura durante dos décadas. Consciente de su falta de legitimidad popular, Sarney prometió que se ceñiría al programa democratizador de Neves y que no habría freno ni vuelta al régimen anterior. El nuevo presidente formó un gobierno integrado por nueve ministros del PMDB y cuatro del PFL y se apresuró a enviar varios proyectos al Parlamento. En mayo, el Congreso aprobó una enmienda constitucional que permitió que la siguiente elección presidencial fuera directa y que los partidos marxistas fueran legalizados. También se concedió el voto a los analfabetos y se volvió a permitir la elección directa de los alcaldes.

## Consecuencias
El ritmo de la transición se aceleró, aunque esta todavía se prolongó durante unos años. En las elecciones de 1986 el PMDB obtuvo mayoría absoluta en las dos cámaras parlamentarias y todos los puestos de gobernador menos uno. Se puso en marcha una reforma agraria que debía repartir cuarenta millones de hectáreas entre un millón y medio de campesinos. Con respecto al Ejército, Sarney cumplió la promesa hecha por Neves de no perseguir los abusos cometidos durante la dictadura y, aunque rehabilitó a los militares represaliados por esta, no los readmitió en las Fuerzas Armadas. La Asamblea Nacional Constituyente aprobó en octubre de 1988 una nueva Constitución que limitaba el mandato presidencial —incluido el de Sarney— a cinco años. Y el 15 de noviembre de 1989 se celebró la primera elección directa a presidente de Brasil desde 1960.